# Horváth Márk (filozófus)
Horváth Márk (Szombathely, 1989. január 22. –) Budapesten élő esztéta, filozófus és kutató, az Absentology filozófiai műhely és a POLI-P kutatócsoport társalapítója. Kutatási, szakmai érdeklődési területei a poszthumanizmus, az antropocén, a posztmodernitás, a spekulatív realizmus, a virtualitás és a digitalizáció, a technológia, a pesszimizmus és a nihilizmus a filozófiában, a sötét ökológia, illetve Georges Bataille és Jean Baudrillard filozófiája. Tíz könyv és számtalan esszé, tanulmány szerzője, melyek különböző hazai és nemzetközi folyóiratokban jelentek meg. Kutatási területei közül többet Magyarországon elsőként mutat be, közben a nemzetközi diskurzust is erősítve.

## Életpályája

### Tanulmányok
Érettségijét a szombathelyi Bolyai János Gimnáziumban szerezte meg 2008-ban. Első egyetemi diplomáját a BGF kommunikáció- és médiatudomány alapszakján szerezte 2012-ben, majd 2015-ben elvégezte az ELTE szociológia alapszakját is. Ezután az ELTE keretein belül maradva 2018-ban diplomázott filozófia mesterszakon is. Azóta az ELTE Filozófiatudományi Doktori Iskola ösztöndíjas hallgatója.

### Szakmai tevékenységek
2015 óta folyamatosan publikál különböző online és nyomtatott felületeken, kiállításokat nyit meg, hazai és nemzetközi konferenciákon ad elő, gyakran Lovász Ádámmal közösen dolgozva. A 2019-ben alapított POLI-P kutatócsoporttal a poszthumanizmusról szóló előadássorozatot szervez, és egy NONHUMAN című kiállítás is megvalósult.

## Munkássága
Első könyve, melyet Lovász Ádámmal közösen írt, angol nyelven ’The Isle of Lazaretto’ címmel az amerikai Schism Press gondozásában jelent meg 2016 márciusában. Még ugyanebben az évben egy másik tengerentúli kiadó, a Front Void Press kiadta 'Darkening Places’ című angol nyelvű önálló esszéválogatását. Első magyar nyelvű könyve (szintén Lovász Ádámmal közösen) ’Felbomlás és dromokrácia: társadalmi gyorsulás a modernitásban és a posztmodernitásban’ címmel jelent meg a Dialóg Campus Kiadó gondozásában, szintén 2016-ban, melyben magyar nyelven elsőként tárgyalják a társadalmi gyorsulás és az akceleracionizmus jelenségeit. 2017-ben Lovász Ádámmal közösen írt regényük is kiadásra került az ’A Megsemmisülés’ címen. Ugyanebben az évben a Savaria University Press kiadta a két szerző közös könyvét ’Látomások a lefejezésről: Georges Bataille filozófiája’ címen. A kötet elsőként tárgyalja magyar nyelven a francia filozófus munkásságát. Legutóbb megjelent önálló könyve szintén a Savaria University Press gondozásában került a könyvesboltok polcaira ’A halál nekromediális szimulációja’ néven. Ez a kötet a digitalitás és a halál kapcsolatát mutatja be kortárs filozófiai elméleteken és konkrét példákon keresztül.
Könyvei mellett számos hazai és nemzetközi folyóiratban publikált filozófiai és esztétikai témájú cikkeket. Ezek közül kiemelkedik Gilles Deleuze francia filozófusról írt Lovász Ádámmal közös publikációja a Rhizomes c. amerikai folyóiratban.
Horváth Márk az utóbbi években rendszeresen feltűnik magyar és nemzetközi filozófiai és esztétikai konferenciákon. Együttműködik több hazai filozófiai és interdiszciplináris csoportosulással, például a T+U (Technologie und das Unheimliche) csoporttal.
A hazai képzőművészeti szcéna az utóbbi időben felfigyelt Horváth Márk filozófiájára és egyre több művész kéri fel együttműködésre a filozófust, legyen szó kiállításmegnyitóról, a művészek munkájáról, munkásságáról szóló előadásokról, szövegekről. A képzőművészek között, akikkel eddig együttműködött ott van Bánki Ákos, Borsos Lőrinc, Győrffy László, Szűcs Attila, Kis Róka Csaba, Keresztes Zsófia, Horváth Zsófia, Tivadar Andrea, Péli Barna, Gyarmati Zsolt, Szegedi-Varga Zsuzsanna.
Esszéi, tanulmányai jelentek meg többek között az ALIENIST, AMERICANA, a Rhizomes, a HYSTERIA és a Südö Journal külföldi folyóiratokban; az Artmagazin, a  Balkon, a Prae, a Helikon, a Kalligram , a Laokoón,  az Új Művészet, az Országút, az Irodalmi Szemle, a Híd, A szem, a Magyar Szó, a SIC ITUR Ad Astra, a Kis LANT, a MŰÚT és az Ex Symposion magyar nyelvű folyóiratokban, valamint a Contextus, a Dunszt, az Exindex, a Reflektor, a Mérce, a Vast Abrupt, Társadalmi Nemek Tudománya Interdiszciplináris eFolyóirat, a KULTer.hu  és a Tranzit internetes oldalakon.

## Absentology
Horváth Márk az Absentology filozófiai műhely alapító tagja és egyben az abszentológia fogalmának megalkotója Lovász Ádámmal közösen. A két filozófus kifejti az irányzat alapjait „abszentológiai alapvetések” című esszéjükben valamint az „Absentology and Epistemology” c. szövegükben. Az irányzat lényege a hiány elismerése (angolul: absence) és fókuszba állítása, a hiányos jelenlétek hatásainak elemzése. Az Absentology Facebook-oldalán ezzel kapcsolatos írásokat és híreket osztanak meg.

## Művei

### Könyvek
- H.P. Lovecraft. Poszthumanista olvasatok. (2022, Lovász Ádámmal és Nemes Z. Márió)
- Az antropocén. Az ökológiai válság és a posztantropocentrikus természetkulturális viszonyok. (Prae Kiadó) (2021)
- A határsértés technológiái. Alkalmazott filozófiai tanulmányok a poszthumán állapotról. (Kijárat Kiadó) (2020, Lovász Ádámmal)
- Az eltűnés intenzitásai. Fényjátékok és szóródások Szűcs Attila festészetében. (Gondolat Kiadó) (2020, Lovász Ádámmal)
- A valóság visszatérése. Spekulatív realizmusok és újrealizmusok a kortárs filozófiában (Forum Könyvkiadó) (2019, Losoncz Márkkal és Lovász Ádámmal)
- A poszthumanizmus változatai. Ember, embertelen és ember utáni (Prae Kiadó) (2019, Lovász Ádámmal és Nemes Z. Márióval)
- A digitalitás paroxizmusa. Spektákulum, szimulákrum, kibernetikai állapot és a virtualitás hiperkaotikus okkultúrája (Savaria University Press) (2018)
- A halál nekromediális szimulációja (Savaria University Press) (2017)
- Látomások a lefejezésről. Georges Bataille filozófiája (Savaria University Press) (2017, Lovász Ádámmal)
- A megsemmisülés (Ad Librum Kiadó) (2017, Lovász Ádámmal)
- Darkening Places: Esseys in Excess Archiválva 2018. június 15-i dátummal a Wayback Machine-ben (Front Void Press) (2016)
- The Isle of Lazaretto. Studies in Separation (Schism Press) (2016, Lovász Ádámmal)
- Felbomlás és dromokrácia. Társadalmi gyorsulás a modernitásban és posztmodernitásban Archiválva 2018. június 15-i dátummal a Wayback Machine-ben (Dialog Campus) (2016, Lovász Ádámmal)

### Publikációk (válogatás)
- NeoStalingrad: Vodoo Politics and Neo-Neural Gene Hacking, Vast Abrupt (2018, Lovász Ádámmal)[40]
- Romok és szellemek: Egy kísértetjárta fenomenológia felé, SIC ITUR AD Astra (66) pp. 467–484. (2018, Lovász Ádámmal)[41]
- A végesség virulenciája. Spekuláció és absztrakció Jake és Dinos Chapman alkotásaiban in Nemes Z. Márió (szerk.) A jelen időzítése. Művészet és időtapasztalat. Szentendre: Ferenczy Múzeumi Centrum, 2018. pp. 36–59.  (2018, Lovász Ádámmal)
- A sebesség mint apokalipszis-mítosz a társadalomtudományokban, Povedák István, Hubbes László Attila (szerk.) Tapasztalatból hallottam... Alternatív világképek. Összeesküvés-elméletek társadalomtudományi elemzése 2018, pp. 293–305. (ISBN 978-963-508-868-3) (2018, Lovász Ádámmal)
- Programming the Vicious Circle: Austen, Deleuze and Viral Repetition, in: Rhizomes: Cultural Studies in Emerging Knowledge, Issue 33 (2017) Austen and Deleuze, Edited by Michael Kramp, pp. 1–18. (2017, Lovász Ádámmal)[7]
- Kísérteties identitások: Queerség, aszexualitás és non-reprodukció, Társadalmi Nemek Tudománya Interdiszciplináris Efolyóirat 7: (2) pp. 1–23. (2017, Lovász Ádámmal)
- Summoning the Black Flame: Trepaneringsrituale’s Music and Absolute Emptiness”,  Owen Coggings, James Harris (szerk) Sustain/Decay. pp. 148–160. (2017, Absentology, Lovász Ádámmal)[42]
- Romboló virtualitás és eltűnő szimbólumok. Az ember mint véges kisebbség a digitalitás korában Crosstalk-füzetek, 2017. 20. o. (2017)
- Ontological Boundaries, Erased Boundaries, In: Szegedi-Varga Zsuzsanna (szerk.) Double Erasure, Budapest, Artist Book, 2017 (2017)
- Viral Sinthomosexuality: Towards a Posthuman Sexual-Politics, HYSTERIA 7 „Confusion” pp. 4–9. (2016, Absentology, Lovász Ádámmal)
- A digitalitás anti-esztétikája, Laokoón művészetfilozófiai folyóirat 8. szám (2016, Lovász Ádámmal)[22]
- Rothadó szirmok. Sötét esztétika és sötét ökológia Borsos Lőrinc Virágnyelven című sorozatában, In: Balkon 11-12. szám, 2016 december (2016, Lovász Ádámmal)
- Layers of Baseness in Bataille and De Sade’s Work Revolution, Technologie und das Unheimliche vol IV. Base Matters 2016 december pp. 72–75 (2016, Absentology, Lovász Ádámmal)[43]
- A szörny szája: Hibriditás és poszthumanitás a szörnykutatásban, in: Lajos Veronika, Povedák István, Régi Tamás (szerk.) The antropology of encounters = A találkozások antropológiáka. Budapest: Magyar Kulturális Antropológiai Társaság (MAKAT), 2017. pp. 127–141. (ISBN 978-615-80336-5-7) (2017, Lovász Ádámmal)